# Artavardiya (general)
Artavardiya fou un general persa de Darios I el Gran.
Fou enviat amb el seu exèrcit per sufocar la rebel·lió de Vahyazdata, que s'havia declarat com el fill de Cir II el Gran Bardiuya i s'havia aixecat en revolta. Artavadiya el va derrotar el 25 de maig del 521 aC en una batalla a Raxa, a Persis, on s'indica que van morir 6246 rebels i 4464 foren fets presoners, incloent entre aquestes el mateix Vahyazdata. L'esmenta la inscripció de Bishutun o Beishtun.